# Lijst van voetbalinterlands Hongarije - Sovjet-Unie
Deze lijst van voetbalinterlands is een overzicht van alle officiële voetbalwedstrijden tussen de nationale teams van Hongarije en de Sovjet-Unie. De landen hebben twintig keer tegen elkaar gespeeld. De eerste ontmoeting, een vriendschappelijke wedstrijd, werd gespeeld in Moskou op 26 september 1954. Het laatste duel, een kwalificatiewedstrijd voor het Europees kampioenschap voetbal 1992, vond ook plaats in Moskou en wel op 25 september 1991.

## Wedstrijden
| №  | Plaats     | Datum             | Competitie           | Wedstrijd               | Uitslag |
| -- | ---------- | ----------------- | -------------------- | ----------------------- | ------- |
| 1  | Moskou     | 26 september 1954 | Vriendschappelijk    | Sovjet-Unie − Hongarije | 1 − 1   |
| 2  | Boedapest  | 25 september 1955 | Vriendschappelijk    | Hongarije − Sovjet-Unie | 1 − 1   |
| 3  | Moskou     | 23 september 1956 | Vriendschappelijk    | Sovjet-Unie − Hongarije | 0 − 1   |
| 4  | Boedapest  | 22 september 1957 | Vriendschappelijk    | Hongarije − Sovjet-Unie | 1 − 2   |
| 5  | Moskou     | 28 september 1958 | EK 1960 kwalificatie | Sovjet-Unie − Hongarije | 3 − 1   |
| 6  | Boedapest  | 27 september 1959 | EK 1960 kwalificatie | Hongarije − Sovjet-Unie | 0 − 1   |
| 7  | Moskou     | 22 september 1963 | Vriendschappelijk    | Sovjet-Unie − Hongarije | 1 − 1   |
| 8  | Sunderland | 23 juli 1966      | WK 1966              | Sovjet-Unie − Hongarije | 2 − 1   |
| 9  | Boedapest  | 4 mei 1968        | EK 1968 kwalificatie | Hongarije − Sovjet-Unie | 2 − 0   |
| 10 | Moskou     | 11 mei 1968       | EK 1968 kwalificatie | Sovjet-Unie − Hongarije | 3 − 0   |
| 11 | Brussel    | 14 juni 1972      | EK 1972              | Hongarije − Sovjet-Unie | 0 − 1   |
| 12 | Boedapest  | 26 mei 1976       | Vriendschappelijk    | Hongarije − Sovjet-Unie | 1 − 1   |
| 13 | Boedapest  | 30 april 1977     | WK 1978 kwalificatie | Hongarije − Sovjet-Unie | 2 − 1   |
| 14 | Tbilisi    | 18 mei 1977       | WK 1978 kwalificatie | Sovjet-Unie − Hongarije | 2 − 0   |
| 15 | Boedapest  | 11 oktober 1978   | EK 1980 kwalificatie | Hongarije − Sovjet-Unie | 2 − 0   |
| 16 | Tbilisi    | 19 mei 1979       | EK 1980 kwalificatie | Sovjet-Unie - Hongarije | 2 − 2   |
| 17 | Boedapest  | 27 augustus 1980  | Vriendschappelijk    | Hongarije − Sovjet-Unie | 1 − 4   |
| 18 | Irapuato   | 2 juni 1986       | WK 1986              | Sovjet-Unie − Hongarije | 6 − 0   |
| 19 | Boedapest  | 17 april 1991     | EK 1992 kwalificatie | Hongarije − Sovjet-Unie | 0 − 1   |
| 20 | Moskou     | 25 september 1991 | EK 1992 kwalificatie | Sovjet-Unie − Hongarije | 2 − 2   |

## Samenvatting
| Competitie        | Totaal gespeeld | Winst Hongarije | Gelijk | Winst Sovjet-Unie | Doelsaldo Hongarije – Sovjet-Unie |
| ----------------- | --------------- | --------------- | ------ | ----------------- | --------------------------------- |
| WK-eindronde      | 2               | 0               | 0      | 2                 | 1 − 8                             |
| WK-kwalificatie   | 2               | 1               | 0      | 1                 | 2 − 3                             |
| EK-eindronde      | 1               | 0               | 0      | 1                 | 0 − 1                             |
| EK-kwalificatie   | 8               | 2               | 2      | 4                 | 9 − 12                            |
| Vriendschappelijk | 7               | 1               | 4      | 2                 | 7 − 10                            |
| Totaal            | 20              | 4               | 6      | 10                | 19 − 34                           |

MLSZ · A-internationals · Selecties · Bondscoaches · Hongaars vrouwenelftal · Olympisch elftal · Hongarije U21 · Hongarije U20 · Hongarije U19 · Hongarije U18 · Hongarije U17 · Hongarije U16
1902 – 1919 · 
1920 – 1929 · 
1930 – 1939 · 
1940 – 1949 · 
1950 – 1959 · 
1960 – 1969 · 
1970 – 1979 · 
1980 – 1989 · 
1990 – 1999 · 
2000 – 2009 · 
2010 – 2019 ·
2020 − 2029
EK's:
1964 · 
1972 · 
2016 ·
2020 ·
2024
WK's:
1934 · 
1938 · 
1954 · 
1958 · 
1962 · 
1966 · 
1978 · 
1982 · 
1986
OS:
1912 · 
1924 · 
1936 · 
1952 · 
1960 · 
1964 · 
1968 · 
1972 · 
1996
1902 · 
1903 · 
1904 · 
1905 · 
1906 · 
1907 · 
1908 · 
1909 · 
1910 · 
1911 · 
1912 · 
1913 · 
1914 · 
1915 · 
1916 · 
1917 · 
1918 · 
1919 · 
1920 · 
1921 · 
1922 · 
1923 · 
1924 · 
1925 · 
1926 · 
1927 · 
1928 · 
1929 · 
1930 · 
1931 · 
1932 · 
1933 · 
1934 · 
1935 · 
1936 · 
1937 · 
1938 · 
1939 · 
1940 · 
1941 · 
1942 · 
1943 · 
1944 · 
1945 · 
1946 · 
1947 · 
1948 · 
1949 · 
1950 · 
1952 · 
1952 · 
1953 · 
1954 · 
1955 · 
1956 · 
1957 · 
1958 · 
1959 · 
1960 · 
1961 · 
1962 · 
1963 · 
1964 · 
1965 · 
1966 · 
1967 · 
1968 · 
1969 · 
1970 · 
1971 · 
1972 · 
1973 · 
1974 · 
1975 · 
1976 · 
1977 · 
1978 · 
1979 · 
1980 · 
1981 · 
1982 · 
1983 · 
1984 · 
1985 · 
1986 · 
1987 · 
1988 · 
1989 · 
1990 · 
1991 · 
1992 · 
1993 · 
1994 · 
1995 · 
1996 · 
1997 · 
1998 · 
1999 · 
2000 · 
2001 · 
2002 · 
2003 · 
2004 · 
2005 · 
2006 · 
2007 · 
2008 · 
2009 · 
2010 · 
2011 · 
2012 · 
2013 · 
2014 · 
2015 ·
2016 ·
2017 ·
2018 ·
2019 ·
2020 ·
2021 ·
2022 ·
2023 ·
2024
Albanië ·
Algerije ·
Andorra · 
Antigua en Barbuda ·
Argentinië ·
Armenië ·
Australië ·
Azerbeidzjan ·
België ·
Bohemen ·
Bolivia ·
Bosnië en Herzegovina ·
Brazilië ·
Bulgarije ·
Canada ·
Chili ·
China ·
Colombia ·
Costa Rica ·
Cyprus ·
Denemarken ·
DDR ·
Duitsland ·
Egypte ·
El Salvador ·
Engeland ·
Estland ·
Faeröer ·
Finland ·
Frankrijk ·
Georgië ·
Griekenland ·
Ierland ·
IJsland ·
India ·
Iran ·
Israël ·
Italië ·
Ivoorkust ·
Japan ·
Joegoslavië ·
Jordanië ·
Kazachstan · 
Koeweit ·
Kosovo · 
Kroatië ·
Letland ·
Libanon ·
Liechtenstein ·
Litouwen ·
Luxemburg ·
Malta ·
Mexico ·
Moldavië ·
Montenegro ·
Nederland ·
Nederlands-Indië ·
Nieuw-Zeeland ·
Noord-Ierland ·
Noord-Macedonië ·
Noorwegen ·
Oekraïne ·
Oostenrijk ·
Paraguay ·
Peru ·
Polen ·
Portugal ·
Qatar ·
Roemenië ·
Rusland ·
San Marino ·
Saoedi-Arabië ·
Schotland ·
Servië ·
Slovenië ·
Slowakije ·
Sovjet-Unie ·
Spanje ·
Tsjechië ·
Tsjecho-Slowakije ·
Turkije ·
Uruguay ·
Verenigde Arabische Emiraten ·
Verenigde Staten ·
Verenigd Koninkrijk ·
Wales ·
Wit-Rusland ·
Zuid-Korea ·
Zweden ·
Zwitserland
Brazilië (1954) · 
Duitsland (2021) ·
Frankrijk (2021) · 
IJsland (2016) · 
Italië (1938) · 
Oostenrijk (2016) · 
Portugal (2021) · 
West-Duitsland (1954, 2)
FFUSSR · A-internationals · Bondscoaches · Vrouwenelftal van de Sovjet-Unie · Sovjet-Unie U18 · Sovjet-Unie U16
1920 – 1929 · 
1950 – 1959 · 
1960 – 1969 · 
1970 – 1979 · 
1980 – 1989 · 
1990 – 1992
EK 1960 · 
EK 1964 · 
EK 1968 · 
EK 1972 · 
EK 1976 · 
EK 1980 · 
EK 1984 · 
EK 1988 · 
EK 1992** 
WK 1958 · 
WK 1962 · 
WK 1966 · 
WK 1970 · 
WK 1974 · 
WK 1978 · 
WK 1982 · 
WK 1986 · 
WK 1990
OS 1952 ·
OS 1956 ·
OS 1960 · 
OS 1964 · 
OS 1968 · 
OS 1972 ·
OS 1976 ·
OS 1980 ·
OS 1984 · 
OS 1988
1923 · 
1924 · 
1925 · 
1926–1951 · 
1952 · 
1953 · 
1954 · 
1955 · 
1956 · 
1957 · 
1958 · 
1959 · 
1960 · 
1961 · 
1962 · 
1963 · 
1964 · 
1965 · 
1966 · 
1967 · 
1968 · 
1969 · 
1970 · 
1971 · 
1972 · 
1973 · 
1974 · 
1975 · 
1976 · 
1977 · 
1978 · 
1979 · 
1980 · 
1981 · 
1982 · 
1983 · 
1984 · 
1985 · 
1986 · 
1987 · 
1988 · 
1989 · 
1990 · 
1991 · 
1992** 
Algerije ·
Argentinië ·
België ·
Brazilië ·
Bulgarije ·
Canada ·
Chili ·
China ·
Colombia ·
Costa Rica ·
Cyprus ·
DDR ·
Denemarken ·
Duitsland ·
El Salvador ·
Engeland ·
Finland ·
Frankrijk ·
Griekenland ·
Guatemala ·
Hongarije ·
Ierland ·
IJsland ·
India ·
Iran ·
Israël ·
Italië ·
Japan ·
Joegoslavië ·
Kameroen ·
Koeweit ·
Luxemburg ·
Marokko ·
Mexico ·
Nederland ·
Nieuw-Zeeland ·
Noord-Ierland ·
Noord-Korea ·
Noorwegen ·
Oostenrijk ·
Peru ·
Polen ·
Portugal ·
Roemenië ·
Schotland ·
Spanje ·
Syrië ·
Tsjecho-Slowakije ·
Tunesië ·
Turkije ·
Uruguay ·
Verenigde Staten ·
Wales ·
Zweden ·
Zwitserland
België (1982) ·
Duitsland (1972) ·
Joegoslavië (1960) ·
Nederland (1988) ·
Polen (1982) ·
Spanje (1964)
** = Onder de naam Gemenebest van Onafhankelijke Staten